# Afschrikkingsevenwicht
Afschrikkingsevenwicht (Engels: balance of terror) is een term die in de tijd van de Koude Oorlog vaak werd gebruikt voor het militaire evenwicht tussen de Verenigde Staten en hun NAVO-bondgenoten enerzijds, en de Sovjet-Unie en haar bondgenoten in het Warschaupact anderzijds. De term werd gebruikt naast de term machtsevenwicht (Balance of power), maar had een veel beperktere betekenis. ‘Afschrikkingsevenwicht’ had betrekking op  de situatie dat beide partijen een buitensporig groot arsenaal aan kernwapens hadden, terwijl het bovendien onmogelijk was om met één aanval het hele arsenaal van de andere partij uit te schakelen. Die hield altijd een reserve over, de zogenaamde second-strike capability. Onder die omstandigheden zou er bij een kernoorlog geen winnaar overblijven en zou de Aarde voor lange tijd in een onbewoonbare planeet veranderen. Beide partijen waren er dus van verzekerd dat vernietiging van de tegenstander ook zelfvernietiging inhield (mutual assured destruction, MAD) en zouden het daarom wel uit hun hoofd laten om elkaar aan te vallen. Zo zou het concept van afschrikking de vrede bewaren.
Inderdaad is er in de tijd van de Koude Oorlog nooit een openlijke oorlog uitgebroken tussen de supermachten. Ook zijn sinds de aanval op Nagasaki op 9 augustus 1945 geen kernwapens meer gebruikt.
Het principe werd simpel uitgelegd in een van de weinige popliedjes die zich bezighielden met het bewapeningsvraagstuk én tot een positieve conclusie kwamen, The Dawn of Correction van The Spokesmen uit 1965:
There are buttons to push in two mighty nations
But who's crazy enough to risk annihilation?
The buttons are there to ensure negotiation
So don't be afraid, boy, it's our only salvation

## De doctrine in de loop der jaren
De term ‘Balance of terror’ wordt toegeschreven aan de Canadese staatsman Lester Bowles Pearson, die in juni 1955 in een toespraak zei: ‘The balance of terror has replaced the balance of power.’ Hij was op dat moment Canada’s minister van Buitenlandse Zaken.
Een vroege aanhanger van de doctrine van het afschrikkingsevenwicht was Winston Churchill, die in maart 1955 in een toespraak tot het Lagerhuis voorspelde: ‘Safety will be the sturdy child of terror, and survival the twin brother of annihilation.’ Onder zijn premierschap begon het Verenigd Koninkrijk eigen kernwapens te ontwikkelen, hoewel de beslissing daartoe al genomen was onder zijn voorganger Clement Attlee.
In de Verenigde Staten werd het afschrikkingsevenwicht al snel een hoeksteen van de militaire strategie. Albert Wohlstetter van de RAND Corporation zorgde in een essay ‘The delicate balance of terror’ uit 1958 voor de theoretische basis onder het concept én onder de bijbehorende wapenwedloop, die moest voorkomen dat de balans toch een keer zou doorslaan in één richting, waarna de andere partij kon worden vernietigd met acceptabele verliezen aan de eigen kant. McGeorge Bundy, de veiligheidsadviseur van de presidenten John F. Kennedy en Lyndon B. Johnson, en Henry Kissinger, de veiligheidsadviseur van Richard Nixon en Gerald Ford, verdedigden de doctrine, hoewel Kissinger flexibel genoeg was om tegelijk te streven naar internationale ontspanning en een goede verstandhouding met zowel de Sovjet-Unie als China, dat inmiddels ook kernmacht was geworden.
De presidenten Jimmy Carter en Ronald Reagan gingen toch weer uit van het idee dat een kernoorlog te winnen was als het lukte snel de beslissingscentra en de belangrijkste militaire bases van de tegenstander te vernietigen. Het leidde tot nieuwe wapensystemen als de MGM-31 Pershing. De ontwikkeling van de neutronenbom bleef in het beginstadium steken, evenals de ontwikkeling van een raketschild, het Strategic Defense Initiative, waarmee de second-strike capability van de Sovjet-Unie moest worden ondermijnd. Critici constateerden dat Reagan hiermee afscheid nam van het principe van mutual assured destruction.

## Een nieuwe betekenis
Na de val van het communisme raakte het begrip afschrikkingsevenwicht in onbruik. De econoom Lawrence Summers deed in 2004 in een lezing voor de Per Jacobsson Foundation (een instelling die onderzoek naar monetair beleid stimuleert), ‘The U.S. current account deficit and the global economy’, een poging het begrip een nieuwe betekenis te geven als ‘financial balance of terror’. Hij doelde op het wankele evenwicht tussen het uitgavenpatroon en het importoverschot van de Verenigde Staten.